# Israel International 1975
Die Israel International 1975 waren die erste Auflage dieser internationalen Meisterschaften von Israel im Badminton. Die Titelkämpfe fanden in Aschdod statt. Es wurden nur die reinen Herrendisziplinen gespielt. Neben den Teilnehmern aus Israel starteten auch Spieler aus Thailand und Indien, vorwiegend Studenten an der Universität von Jerusalem. Die Veranstaltung ist auch als Ashdod Senior Championships bekannt.

## Medaillengewinner
| Disziplin    | Gold                            | Silber             | Bronze      |
| ------------ | ------------------------------- | ------------------ | ----------- |
| Herreneinzel | Victor Yusim                    | Michael Schneidman | Shlomo Ezra |
| Herrendoppel | Victor Yusim Michael Schneidman | keine Daten        | keine Daten |